# Малая Поповская
Малая Поповская — деревня в Тотемском районе Вологодской области.
Входит в состав Пятовского сельского поселения, с точки зрения административно-территориального деления — в Пятовский сельсовет.
Расстояние по автодороге до районного центра Тотьмы — 1 км, до центра муниципального образования деревни Пятовская — 2 км.
По переписи 2002 года население — 55 человек (26 мужчин, 29 женщин). Всё население — русские.